# Sean Marshall
Sean James Marshall (Rialto, 11 aprile 1985) è un ex cestista statunitense, professionista nella NBDL e in Europa.